# Décès en janvier 1996
Décès
- 1992
- 1993
- 1994
- 1995
- 1996
- 1997
- 1998
- 1999
- 2000

Pour une information complémentaire, voir la page d'aide.

| Date        | Nom                          | Activités | Âge | Source |
| ----------- | ---------------------------- | --- | --- | ------ |
| 1er janvier | Keester Sweeney              | maquilleur américain                                                                                                   | 85  |        |
| 1er janvier | Arthur Rudolph               | ingénieur en aéronautique allemand                                                                                     | 89  |        |
| 1er janvier | Jean Piel                    | haut fonctionnaire français                                                                                            | 94  |        |
| 1er janvier | Arleigh Albert Burke         | amiral américain | 94  |        |
| 2 janvier   | Jacques de Ricaumont         | chroniqueur français                                                                                                   | 96  |        |
| 2 janvier   | Efua Theodora Sutherland     | dramaturge ghanéenne                                                                                                   | ?   |        |
| 2 janvier   | Karl Rappan                  | footballeur autrichien                                                                                                 | 90  |        |
| 2 janvier   | Dullah                       | peintre indonésien | ?   |        |
| 3 janvier   | Paul Lipson                  | comédien américain | 82  |        |
| 3 janvier   | Connie Ryan (en)             | joueur de baseball américain                                                                                           | 75  |        |
| 3 janvier   | Terence Cuneo                | peintre britannique | 88  |        |
| 3 janvier   | Philippe Constantin          | producteur musical français                                                                                            | 52  |        |
| 4 janvier   | Ramón Vinay                  | ténor chilien | 83  |        |
| 4 janvier   | Steve Raines                 | acteur américain | 79  |        |
| 4 janvier   | Leon Schwab                  | pharmacien américain                                                                                                   | 85  |        |
| 4 janvier   | Jean Marois (en)             | père du tennis québécois                                                                                               | 71  |        |
| 4 janvier   | Wallace Henry Graham         | médecin américain | ?   |        |
| 4 janvier   | Claudine Escoffier-Lambiotte | médecin français | ?   |        |
| 4 janvier   | Robert Anderson              | acteur américain | 75  |        |
| 5 janvier   | Richard Versalle (es)        | ténor américain | 63  |        |
| 5 janvier   | Réal Labelle                 | syndicaliste québécois                                                                                                 | 75  |        |
| 5 janvier   | Lincoln Kirstein             | mécène et auteur américain                                                                                             | 88  |        |
| 6 janvier   | David J. O’Connell           | producteur américain                                                                                                   | 79  |        |
| 6 janvier   | Johnny Johnston              | chanteur américain | 80  |        |
| 6 janvier   | James Huang Chinh-chou       | militant taïwanais | ?   |        |
| 6 janvier   | Duane Hanson                 | sculpteur américain | 70  |        |
| 6 janvier   | Félix González-Torres        | artiste visuel américain                                                                                               | ?   |        |
| 6 janvier   | Paul Gillette                | romancier américain | 59  |        |
| 6 janvier   | René Constantineau           | comédien québécois | 87  |        |
| 7 janvier   | Virgil W. Vogel              | cinéaste et monteur américain                                                                                          | 77  |        |
| 7 janvier   | Marc Thibault                | journaliste sportif québécois                                                                                          | 77  |        |
| 7 janvier   | Tarō Okamoto                 | peintre japonais | ?   |        |
| 7 janvier   | John A. Stang 2nd            | policier américain qui servit de modèle pour le héros des romans de l’auteur Mickey Spillane                           | 72  |        |
| 7 janvier   | Benvenido N. Santos          | écrivain américain | 84  |        |
| 7 janvier   | Seton Lloyd                  | archéologue britannique                                                                                                | ?   |        |
| 7 janvier   | John Gronouski               | économiste américain                                                                                                   | ?   |        |
| 7 janvier   | William H. Clothier          | directeur de la photographie américain                                                                                 | 92  |        |
| 7 janvier   | Duncan Campbell              | baryton québécois | 39  |        |
| 7 janvier   | Eduardo Arcila Farias        | historien et journaliste vénézuélien                                                                                   | 83  |        |
| 8 janvier   | Paul Vialar                  | écrivain français | 97  |        |
| 8 janvier   | Howard Taubman (en)          | critique musical américain                                                                                             | ?   |        |
| 8 janvier   | Raymond Régamey              | dominicain et théologien français                                                                                      | ?   |        |
| 8 janvier   | François Mitterrand          | homme politique français, président de la République de 1981 à 1995                                                    | 79  |        |
| 8 janvier   | Fernand Leblanc              | sénateur canadien. | 78  |        |
| 8 janvier   | Margaret Jenkins             | athlète américaine Championne nationale au lancer du javelot dans les années 1930                                      | 92  |        |
| 8 janvier   | Károly Grósz                 | homme d’État hongrois                                                                                                  | 65  |        |
| 8 janvier   | Guy Deroubaix                | évêque français de Saint-Denis                                                                                         | ?   |        |
| 8 janvier   | Carmen Conde                 | poétesse espagnole | ?   |        |
| 9 janvier   | Louis W. Tordella (en)       | mathématicien américain                                                                                                | 84  |        |
| 9 janvier   | Michael Lynn Synar           | écrivain américain, représentant démocrate de l’Oklahoma                                                               | 45  |        |
| 9 janvier   | Sultan Rahi                  | acteur pakistanais | 57  |        |
| 9 janvier   | Walter Miller                | pilote de chasse américain                                                                                             | 73  |        |
| 9 janvier   | Gilles Lepage                | chirurgien québécois                                                                                                   | 69  |        |
| 9 janvier   | Roger Freed (en)             | joueur de baseball américain                                                                                           | 49  |        |
| 9 janvier   | Fearless Nadia               | actrice indienne | 88  |        |
| 9 janvier   | Maria Bibro                  | athlète polonaise | 60  |        |
| 10 janvier  | Joe Schultz (en)             | promoteur sportif américain                                                                                            | 77  |        |
| 10 janvier  | Ivan Deryugin                | athlète russe. Médaille d’or en pentathlon aux Jeux olympiques de Melbourne                                            | ?   |        |
| 11 janvier  | Sam Skinner                  | journaliste sportif américain                                                                                          | 56  |        |
| 11 janvier  | Eric Hebborn                 | imitateur et fraudeur britannique d’œuvres d’art                                                                       | 61  |        |
| 11 janvier  | Alain Girard                 | sociologue et démographe français                                                                                      | ?   |        |
| 11 janvier  | Roger Crozier                | joueur canadien de hockey sur glace. Premier récipiendaire du trophée Conn Smythe en 1966.                             | 53  |        |
| 11 janvier  | Eusoffe Abdookader           | juge de la Cour Suprême de Malaisie                                                                                    | ?   |        |
| 12 janvier  | Serge Mikhaïlovitch Tolstoï  | plus jeune fils de Michel Tolstoï                                                                                      | 84  |        |
| 12 janvier  | François Bresson             | psychologue français                                                                                                   | ?   |        |
| 13 janvier  | André Vézinet                | général français | 99  |        |
| 13 janvier  | William P. Tavoulareas (en)  | ancien président américain de Mobil Corp                                                                               | 75  |        |
| 13 janvier  | Sam Merwin Jr.               | auteur et éditeur américain de romans de science-fiction                                                               | 85  |        |
| 13 janvier  | Melvin Kelley                | basketteur américain                                                                                                   | ?   |        |
| 13 janvier  | Mark Herron                  | acteur américain, ex-époux de Judy Garland                                                                             | 66  |        |
| 13 janvier  | Denise Grey                  | actrice française | 99  |        |
| 13 janvier  | Morty Corb (en)              | contrebassiste américain                                                                                               | ?   |        |
| 14 janvier  | Marcel Joray                 | éditeur suisse | ?   |        |
| 14 janvier  | Umberto Drei                 | coureur cycliste italien                                                                                               | 70  |        |
| 15 janvier  | Pamélo Mounka                | musicien congolais | ?   |        |
| 15 janvier  | Moshoeshoe II                | roi du Lesotho | 57  |        |
| 15 janvier  | Gerald Jarvis                | violoniste canadien | ?   |        |
| 15 janvier  | Bernard Gandrey-Rety         | réalisateur français                                                                                                   | ?   |        |
| 15 janvier  | Colette Dorsay               | actrice québécoise | 89  |        |
| 15 janvier  | Richard Cobb                 | historien britannique                                                                                                  | 77  |        |
| 15 janvier  | Les Baxter                   | compositeur américain                                                                                                  | 73  |        |
| 16 janvier  | David Rome                   | historien canadien | 85  |        |
| 17 janvier  | Jean Raffarin                | personnalité du monde agricole français                                                                                | 81  |        |
| 17 janvier  | F. Don Miller                | ancien président du Comité olympique américain                                                                         | 75  |        |
| 17 janvier  | Barbara Jordan               | femme politique américaine. Première afro-américaine venant d’un état du sud des États-Unis à être élue au Congrès     | 59  |        |
| 17 janvier  | Richard Baquié               | sculpteur français | ?   |        |
| 18 janvier  | Rama Râo                     | acteur et homme politique indien                                                                                       | 72  |        |
| 18 janvier  | Leonor Fini                  | peintre surréaliste, décoratrice de théâtre et écrivaine d'origine italienne                                           | 87  |        |
| 19 janvier  | Anton Myrer (en)             | romancier américain | 72  |        |
| 19 janvier  | Elvire Jan                   | peintre française | 91  |        |
| 19 janvier  | Arthur Giovoni               | Compagnon de la Libération                                                                                             | ?   |        |
| 19 janvier  | Jean Cau                     | organiste français | ?   |        |
| 20 janvier  | Toru Takemitsu               | compositeur japonais                                                                                                   | ?   |        |
| 20 janvier  | Gerry Mulligan               | saxophoniste et pianiste de jazz américain                                                                             | 68  |        |
| 20 janvier  | Lo Wei                       | réalisateur chinois | 76  |        |
| 20 janvier  | Muhammad Hamad Aboul Nasr    | Quatrième chef suprême de la confrérie des Frères musulmans égyptiens                                                  | 83  |        |
| 21 janvier  | Henry Villard                | ambassadeur américain                                                                                                  | 95  |        |
| 21 janvier  | René Jalbert                 | policier québécois. Il avait pu maîtriser le caporal Denis Lortie lors de la célèbre fusillade à l’Assemblée nationale | 74  |        |
| 21 janvier  | Roman Cieslewicz             | graphiste française | 66  |        |
| 22 janvier  | Fatkoullah Sarifzodeh        | Plus haut dignitaire religieux du Tadjikistan                                                                          | 53  |        |
| 22 janvier  | Arthur Piroton               | dessinateur belge | ?   |        |
| 23 janvier  | Norman Alexander MacCaig     | Poète écossais | ?   |        |
| 23 janvier  | Fatma Rushdie                | actrice égyptienne | ?   |        |
| 24 janvier  | Evaristo Márquez Contreras   | sculpteur espagnol | 65  |        |
| 24 janvier  | Sandor Iharos                | coureur de fond hongrois                                                                                               | 65  |        |
| 24 janvier  | André Deforge                | coureur cycliste français                                                                                              | 81  |        |
| 24 janvier  | Ruth Berghaus                | metteur en scène allemande                                                                                             | 68  |        |
| 25 janvier  | Youri Levitanski             | poète russe | 74  |        |
| 26 janvier  | Kaye Webb (en)               | éditrice britannique                                                                                                   | 81  |        |
| 26 janvier  | David Schultz                | catcheur américain, médaillé d’or des Jeux olympiques de Los Angeles                                                   | 36  |        |
| 26 janvier  | Raymond Royer                | acteur québécois | 79  |        |
| 26 janvier  | Henry Jay Lewis              | chef d’orchestre américain                                                                                             | 63  |        |
| 26 janvier  | Charlie Jewtraw              | patineur de vitesse américain                                                                                          | 95  |        |
| 26 janvier  | Frank Howard (en)            | entraîneur de football américain                                                                                       | 86  |        |
| 26 janvier  | Yvonne McKague Housser       | peintre canadienne | 98  |        |
| 26 janvier  | Harold Brodkey               | écrivain américain | 65  |        |
| 27 janvier  | Ralph Walter Yarborough      | sénateur américain de Texas                                                                                            | 92  |        |
| 27 janvier  | John P. Killilea             | entraîneur de basket-ball américain                                                                                    | 67  |        |
| 27 janvier  | Zero Dostal                  | cinéaste tchèque | 61  |        |
| 28 janvier  | U San Yu                     | homme d’État de Birmanie                                                                                               | 78  |        |
| 28 janvier  | Stan Stamenkovic (en)        | footballeur serbe | 39  |        |
| 28 janvier  | Jerry Siegel                 | cocréateur américain du personnage de Superman.                                                                        | 81  |        |
| 28 janvier  | J. Terrence Reese            | joueur de bridge britannique                                                                                           | 82  |        |
| 28 janvier  | Julian Werner Hill           | chimiste américain, il créa le nylon                                                                                   | 91  |        |
| 28 janvier  | Joseph Brodsky               | poète américain, prix Nobel de littérature en 1987                                                                     | 56  |        |
| 29 janvier  | Munetsugu Satoumi            | dessinateur publicitaire et affichiste japonais                                                                        |     |        |
| 29 janvier  | Daniel Mayer                 | homme politique français. Ancien ministre.                                                                             | 84  |        |
| 30 janvier  | Jean Laborde                 | journaliste et écrivain français                                                                                       | 88  |        |
| 30 janvier  | James Uys                    | réalisateur sud-africain                                                                                               | 74  |        |
| 30 janvier  | Walter Heggenberger          | œnologue suisse | ?   |        |
| 30 janvier  | Gérard-Marie Boivin          | animateur de télévision québécois                                                                                      | 47  |        |
| 30 janvier  | Burne Hogarth                | dessinateur américain                                                                                                  | 85  |        |
| 30 janvier  | Dan Duva                     | promoteur de boxe américain                                                                                            | 44  |        |
| 30 janvier  | Guy Doleman                  | acteur américain | 72  |        |
| 31 janvier  | Henri de Jordan              | peintre français | 52  |        |
| 31 janvier  | Patricia George              | actrice américaine. | 64  |        |